# Tantamount to Treason Volume One
| Recensione | Giudizio |
| ---------- | -------- |
| AllMusic   | [ 1 ]    |

Tantamount to Treason Volume One è un album discografico a nome di Michael Nesmith and The Second National Band, pubblicato dalla casa discografica RCA Victor Records nel gennaio del 1972.

## Tracce
Lato A
1. Mama Rocker – 2:58 (Michael Nesmith)
2. Lazy Lady – 2:53 (Michael Nesmith)
3. You Are My One – 4:09 (Michael Nesmith)
4. In the Afternoon – 5:54 (Michael Nesmith)

Lato B
1. Highway 99 with Melange – 5:01 (Michael Cohen)
2. Wax Minute – 4:34 (Richard Stekol)
3. Bonaparte's Retreat – 4:35 (Pee Wee King)
4. Talking to the Wall – 2:54 (Bill Chadwick)
5. She Thinks I Still Care – 4:04 (Dickey Lee)

## Musicisti
- Michael Nesmith - voce, chitarre
- O.J. Red Rhodes - chitarra pedal steel
- Michael Cohen - tastiere, sintetizzatore moog
- Johnny Meeks - basso
- Jack Panelli - batteria
- José Feliciano - congas

Note aggiuntive
- Michael Nesmith - produttore
- Registrazioni effettuate al RCA's Music Center of the World, Hollywood, California
- Pete Abbott - ingegnere delle registrazioni
- Frank Mulvey - design album
- Wilson McLean - illustrazione copertina frontale
- Acy R. Lehman - art direction[4]